# Гемар, Чарлз Доналд
Чарлз До́налд Гема́р (англ. Charles Donald "Sam" Gemar; род. 1955) — астронавт НАСА. Совершил три космических полёта на шаттлах: STS-38 (1990, «Атлантис»), STS-48 (1991, «Дискавери») и STS-62 (1994, «Колумбия»), подполковник Армии США.

## Личные данные и образование
Чарлз Гемар родился 4 августа 1955 года в городе Янктон, штат Южная Дакота, но своим родным считает город Скотлэнд, в том же штате, где в 1973 году окончил среднюю школу и где проживают его родители. Женат на Шарлин Стрингер, она из города Саванна, штат Джорджия, у них двое детей. Увлекается: водные виды спорта, бег трусцой, резьба по дереву и путешествия. Летом 1979 года получил степень бакалавра наук в области машиностроения, окончив Военную Академию США в Вест-Пойнте, штат Нью-Йорк. Предки семьи Гемар родом из России, но имеют корни немецкого происхождения.

## До НАСА
Гемар решил поступить на службу в армию США в январе 1973 года и приступил к действительной службе 11 июня 1973 года. В ноябре 1973 года он был распределён в воздушно-десантный корпус в Форт-Брэгге, штат Северная Каролина, где он получил назначение в Военную Академию США, прошёл обучение в подготовительной Школе в Форт-Бэлворе, штат Виргиния, в 1979 году окончил Академию. Затем служил в Форт-Ракере, штат Алабама. В октябре 1980 года он был переведён в Форт-Стюарт, штат Джорджия, где служил до 1 января 1985 года. Был назначен командиром аэродрома сухопутных сил в Райте. Во время прохождения службы в Форт-Стюарте окончил курсы парашютистов, десантную школу.

## Подготовка к космическим полётам
В июне 1985 года был приглашён в НАСА в качестве кандидата в астронавты в составе 11-го набора. Стал проходить курс общекосмической подготовки (ОКП) с августа 1985 года. По окончании курса в июле 1986 года получил квалификацию «специалист полёта» и назначение в Отдел астронавтов НАСА. Занимался тестированием программного обеспечения шаттлов и работами по обеспечению запусков в Космическом Центре имени Кеннеди, штат Флорида. Работал в ЦУПе оператором связи с экипажами в нескольких полётах, был начальником Отдела связи с общественностью.

## Полёты в космос
- Первый полёт — STS-38[3], шаттл «Атлантис». C 15 по 20 ноября 1990 года в качестве «специалиста полёта». Полёт проводился в интересах Министерства обороны США. Продолжительность полёта составила 4 дня 21 час 55 минут.[4].
- Второй полёт — STS-48[5], шаттл «Дискавери». C 12 по 18 сентября 1991 года в качестве «специалиста полёта». Цель полёта — вывод на геостационарную орбиту, с помощью Канадского манипулятора, спутника «UARS» (весом ~6 600 кг) для исследования верхних слоёв атмосферы и озонового слоя Земли. Были проведены эксперименты по изучению развития мышечной массы в условиях невесомости у 8-ми тридцатидневных самок крыс. Полёт миссии STS-48 открывает пятнадцатилетнюю программу НАСА «Миссия планеты Земля», на которую затрачено около 17 млрд.$[6] Продолжительность полёта составила 5 суток 8 часов 28 минут[7].
- Третий полёт — STS-62[8], шаттл «Колумбия». C 4 по 18 марта 1994 года в качестве «специалиста полёта». Цель полёта — продолжение медико-биологических исследований и астрономических наблюдений. Астронавты благополучно приземлились на авиабазе Эдвардс. Продолжительность полёта составила 13 суток 23 часов 18 минут.[9].

Общая продолжительность полётов в космос — 24 дня 5 часов 41 минута.

## После полётов
В 1998 году ушёл из отряда астронавтов.

## Награды и премии
Награждён: Медаль «За космический полёт» (1990, 1991 и 1994), Медаль «За отличную службу» (США), Медаль «За похвальную службу» (США), Медаль «За хорошую службу», Медаль «За исключительные достижения», Медаль за службу национальной обороне (США) (дважды) и многие другие.